# Aleiodes politiceps
Aleiodes politiceps är en stekelart som först beskrevs av Charles Joseph Gahan 1917.  Aleiodes politiceps ingår i släktet Aleiodes och familjen bracksteklar. Inga underarter finns listade i Catalogue of Life.